# Magnavox

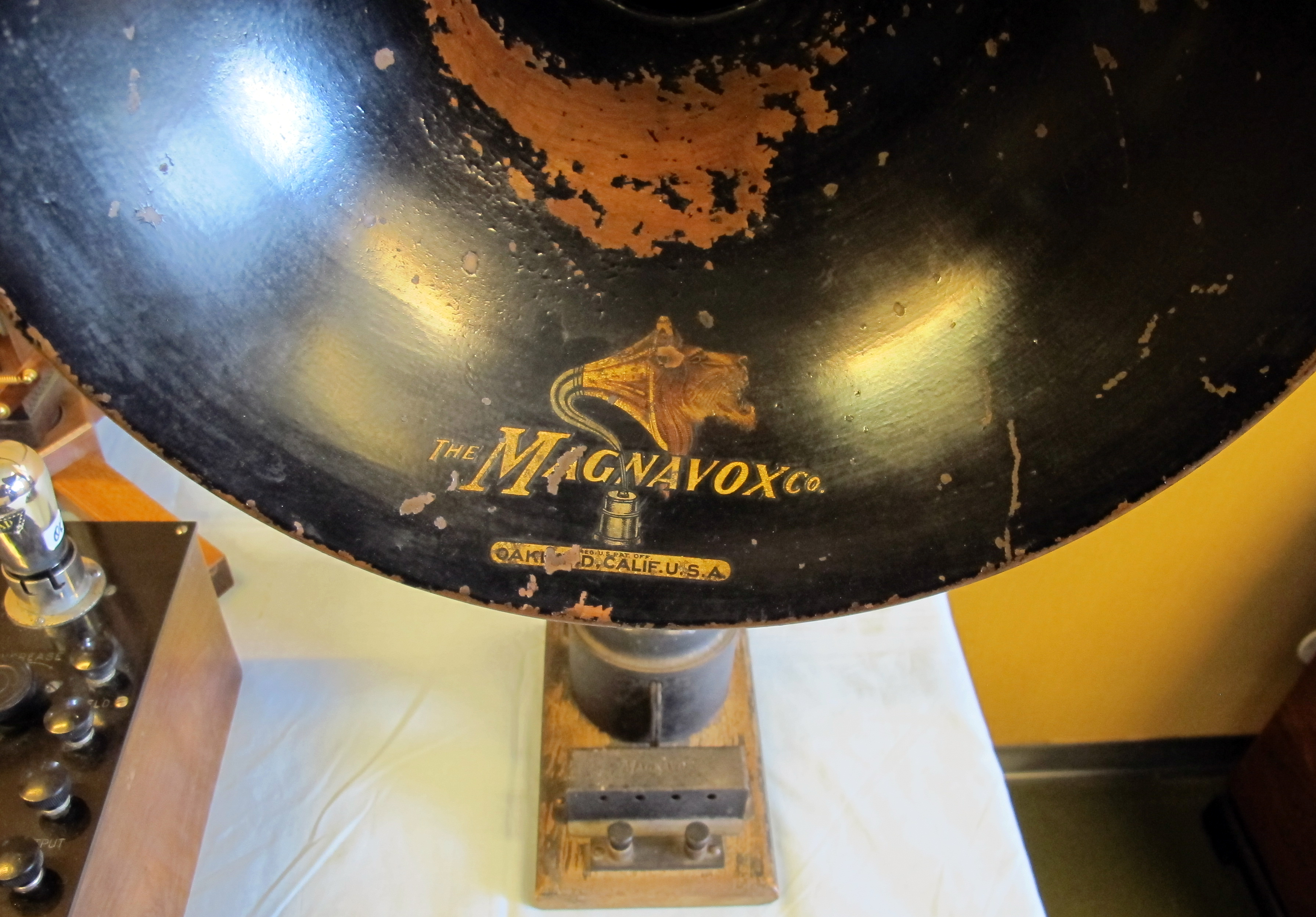
Magnavox

Magnavox — американская компания - производитель электроники, с 1974 года принадлежит концерну Philips. Magnavox известна благодаря первой в мире игровой приставке Odyssey, которую компания выпустила в 1972 году. Основные производственные мощности и исследовательские подразделения компании располагались в Форт-Уэйне, штат Индиана, Торренсе, штат Калифорния, Урбане, штат Иллинойс, и Филадельфии, штат Пенсильвания.

## История
В 1915 году в своей лаборатории в городе Напа (Калифорния, США) Эдвин Придхэм и Питер Л. Дженсен создали звуковую катушку громкоговорителя. Они дали изобретению название «Magnavox» (с лат. — «Громкий голос») и в 1917 году основали одноимённую компанию.

### Военная продукция
В годы Холодной войны компания стабильно входила в сотню крупнейших подрядчиков ВПК США. Кроме американских госструктур, компания поставляла различную продукцию для вооружённых сил стран НАТО и внеблоковых союзников. Magnavox выпускает электронику военного назначения, радиолокационные средства и аппаратуру радиосвязи, а также электромеханические детали вооружения: предохранительно-исполнительные механизмы (ЗУР Redeye и Stinger, ПТУР Javelin), неконтактные взрыватели, элементы детонационных цепей различных категорий боеприпасов (ракетно-бомбовых и снарядных), гидроакустические буи для самолётов противолодочной борьбы, аппаратуру радиоэлектронного подавления для самолётов радиоэлектронной борьбы, военные системы спутниковой радиосвязи, устройства ведения единичных записей (unit-record devices), ЭВМ управления артиллерийским огнём M18 и др. для пушечной и гаубичной полевой артиллерии, аппаратуру автоматизированной обработки дискретных данных для систем управления ракетных комплексов Sparrow, Hawk, Bullpup, Corporal. В январе 1966 года для Управления ракетных войск Армии США была введена в эксплуатацию автоматизированная информационно-поисковая система DARE (бэкроним Documentation Automated Retrieval Equipment), обеспечивавшая хранение и доступ авторизованных пользователей к более чем полутора миллионам чертежей, схем и других технических графических документов, сократившая процесс запроса и получения требуемой техдокументации для ознакомления с 15 суток до 60 секунд.
Среди её продукции - УКВ радиостанция AN/ARC-164, гидроакустические буи AN/SSQ-53 и AN/SSQ-62, серия электронных систем вооружений AN/ALQ-128 и Усовершенствованную полевую артиллерийскую тактическую систему данных (УПАТСД).
Компания играла важную роль в проектах SOSUS (обнаружение советских подводных лодок в Северной Атлантике) и Timation (предшественник глобальной позиционной системы).

### Инновации
- 1958 — Hi-Fi-стереонаушники.
- 1961 — «Videomatic», электронный «глаз», автоматически настраивающий яркость изображения на телевизоре в соответствии с освещенностью окружающего пространства.
- 1972 - выход первой в мире игровой консоли Magnavox Odyssey.
- 1980 — FCC после нескольких лет испытаний выбрала систему АМ-стереовещания Magnavox в качестве стандарта. Через 2 года решение было отозвано.
- 1983 — Внедрение формата CD на рынок США.
- 1986 — Универсальный пульт ДУ для телевизора и видеомагнитофона.
- 1992 — «Smart Sound», автоматическая регулировка громкости.
- 1993 — «Remote Locator» для поиска пульта ДУ: при включении телевизора пульт издаёт звуковой сигнал.